# Międzynarodowy Dzień Kobiet i Dziewcząt w Nauce

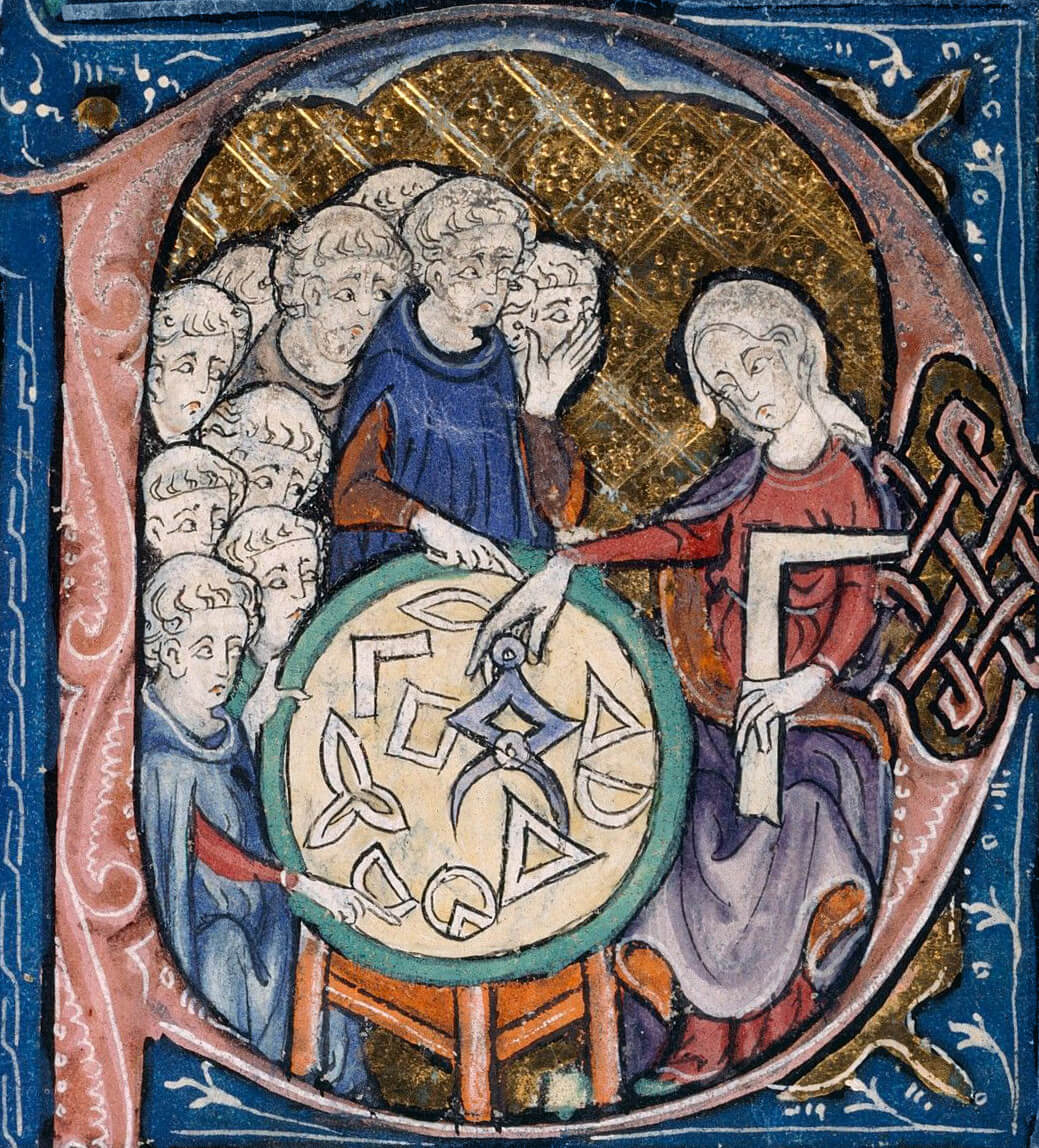
Kobieta nauczająca geometrii. Ilustracja ze średniowiecznego tłumaczenia „Elementów” Euklidesa (ok. 1310)

Międzynarodowy Dzień Kobiet i Dziewcząt w Nauce (ang. International Day of Women and Girls in Science, również w j. pol. Dziewczyny w Nowych Technologiach) – święto ustanowione przez Zgromadzenie Ogólne ONZ rezolucją A/RES/70/212 (22 grudnia 2015) na wniosek ONZ do Spraw Oświaty, Nauki i Kultury (UNESCO), UN Women, ITU i innych właściwych organizacji, które wspierają i doceniają dostęp kobiet i dziewcząt do nauki, techniki, matematyki, ich kształcenia i badań naukowych na wszystkich szczeblach edukacji.
Na obchody święta, które po raz pierwszy odbyły się w 2016, wyznaczono dzień 11 lutego. Organizatorem jest The Royal Academy of Science International Trust (RASIT) we współpracy z UN DESA-DSPD.
Obchody mają na celu uznanie kluczowej roli, jaką odgrywają kobiety i dziewczęta w środowiskach naukowych i technologicznych.

## Historia
ITU, jako pierwsza organizacja zwróciła uwagę na fakt, że sektor nowoczesnej techniki rozwija się dynamicznie, lecz przy zdecydowanej przewadze po stronie mężczyzn. Przedstawiciele organizacji z całego świata zadecydowali, że należy podjąć działania popularyzujące wśród kobiet i dziewcząt branżę teleinformatyki (ICT), ponieważ budowanie dojrzałych społeczeństw informacyjnych powinno być zrównoważone w każdym wymiarze.

## Obchody w Polsce
W ramach projektu społecznego „Dziewczyny w Nowych Technologiach” podczas pierwszych obchodów święta odbędzie się konferencja poruszająca kwestie obecności kobiet i mężczyzn w branży nowych technologii.
Organizatorami wydarzenia są prezes Urzędu Komunikacji Elektronicznej, wraz z partnerami projektu, oraz Rektor Akademii Górniczo-Hutniczej im. Stanisława Staszica w Krakowie.